# Euptychia divergens
Euptychia divergens är en fjärilsart som beskrevs av Butler 1866. Euptychia divergens ingår i släktet Euptychia och familjen praktfjärilar. Inga underarter finns listade i Catalogue of Life.